# Kypria
Die Kypria waren eine epische Dichtung aus dem sogenannten „Zyklus“, die die nicht von Homer in Ilias und Odyssee erzählten Ereignisse vor dem Trojanischen Krieg behandelte.
Das Werk wurde in 11 Bücher unterteilt und war im daktylischen Hexameter verfasst.

Themen der Kypria waren u. a. die Hochzeit des Peleus und der Thetis, die Zeugung und Geburt des Achilleus, der Streit zwischen Hera, Athena und Aphrodite sowie das Urteil des Paris, die Entführung Helenas, die Bildung der griechischen Allianz gegen Troja, die Sammlung der griechischen Flotte bei Aulis, die geplante Opferung der Iphigenie sowie erste Kampfhandlungen vor Troja.
Das Epos selbst ist nicht überliefert, aber es gibt eine Zusammenfassung von Proklos sowie Zitate bei verschiedenen anderen Autoren. Als Verfasser wird oft Stasinos genannt, der als Schwiegersohn Homers gilt. Es gibt aber auch Zuschreibungen an Hegesias und Hegesinos. Entstanden sind sie wohl kurz vor 500 v. Chr., verarbeiten aber vorhomerische Darstellungen griechischer Mythen, deren Fülle bereits von Aristoteles gerügt wurde.

## Ausgaben
- Thomas W. Allen (Hrsg.) Homeri Opera. Band 5: Hymnos, Cyclum, Fragmenta, Margiten, Batrachomyomachiam, Vitas continens. Oxford University Press, Oxford 1922, ISBN 978-0198145349.
- Alberto Bernabé (Hrsg.): Poetae epici graeci. Testimonia et fragmenta. Band 1. Teubner, Leipzig 1987.